# Carme Cortès
Carme Cortès i Lladó (Santa Coloma de Gramanet, 1892 – Ciudad de México, 1979) fue una pintora impresionista española. Al final de la guerra civil se exilió en Francia y en 1941 llegó a México, donde creó la Escuela de Artes Plásticas en la Universidad Autónoma de Nuevo León.

## Trayectoria
Hija de Antonia Lladó Cullell y Antoni Cortés Valls, estuvo casada con el político republicano Jaume Aiguadé Miró, diputado de las Cortes de la República y alcalde de Barcelona, y fue madre de la pintora Carme Aguadé i Cortés. Empezó sus estudios musicales con los maestros Enrique Granados y Felip Pedrell y ofreció su primer concierto en 1910. Después estudió en la Escuela Superior de Bellas Artes dirigida por el pintor Francesc d'Assís Galí y se dedicó plenamente a la pintura.
Tras la victoria del bando golpista en la guerra, se exiliaron primero en Francia y luego, desde 1941, en México. Creó la Escuela de Artes Plásticas en la Universidad de Monterrey, en Nuevo León.